# عبد العزيز صالح
عبد العزيز صالح (13 مايو 1921 - 20 يوليو 2001) هو عالم آثار وعالم مصريات مصري.

## حياتة ونشأته
ولد الدكتور عبد العزيز صالح في 13 مايو 1921م في حي الخليفة وتوفى في 20 يوليو 2001م.. ثمانون عاما قضاها بين البحث والدراسة.. اجرى العديد من الحفريات الاثرية كان ابرزها في عين شمس، إضافة إلى مؤلفاته، خاصة كتبه مثل «التربية والتعليم في مصر القديمة، والشرق الأدنى القديم، وحضارة مصر القديمة وآثارها».

## مسيرته
- عضوا في مجمع اللغة العربية بالقاهرة.
- شغل منصب عميد كلية الآثار في جامعة القاهرة بين عامى 1977-1981م.
- أستاذ تاريخ مصر والشرق القديم، ورئيس قسم الآثار المصرية وعميد كلية الآثار سابقا بجامعة القاهرة.
- أعير للتدريس ببعض الجامعات العربية.
- رئيس شعبة البرديات المصرية القديمة بمركز الدراسات البردية بجامعة عين شمس.
- عضوا في المجلس الأعلي للثقافة شعبة التاريخ والآثار
- وعضو شعب التعليم الجامعي والعلوم الإنسانية والتراث الحضاري والآثاري بالمجالس القومية المتخصصة؛ وحصل أيضا علي العديد من الجوائز والأوسمة نذكر منها.
- قام بعمل العديد من الحفريات الاثرية نذكر منها حفرياته في مدينة اون وهليوبولويس وتونة الجبل وومنطقة الجيزة وعنيبا.

## جوائز
- حصل على جائزة الدولة التشجيعية عام 1962م.
- وسام العلوم والفنون من الطبقة الأولى عام 1963م.
- جائزة الدولة في العلوم الاجتماعية عام 1987م.

## مؤلفاتة
قدم للمكتبة العربية العديد من الأبحاث والدراسات والأبحاث منها:
- دراسات في التاريخ الحضاري لمصر القديمة، عام 1957.
- التاريخ في مصر القديمة، عام 1957.
- الحوار في الأدب المصرى القديم، 1957.
- حضارة مصر القديمة وآثارها، عام 1962.
- كتابات سياسية (1965 – 1970).
- التربية والتعليم في مصر القديمة، عام 1966.
- المرأة العربية والتنمية، 1970.
- نحو نظام اقتصادى عالمى جديد، 1976.
- اكتشافات أثرية في مدينة عين شمس، 1974.
- العرب بين التنمية الفكرية والتنمية القومية، 1978.
- المرأة في النصوص والآثار العربية القديمة، 1985.